# Jerzy Juk-Kowarski
Jerzy Juk-Kowarski, właśc. Jerzy Bartłomiej Kowarski (ur. 4 listopada 1944 w Warszawie) – polski scenograf teatralny.

## Życiorys
Studiował matematykę na Uniwersytecie Warszawskim. Przeszedł następnie na Akademię Sztuk Pięknych w Warszawie, gdzie w 1973 ukończył studia na Wydziale Architektury Wnętrz.
Jako scenograf debiutował w 1973, pracując nad adaptacją Upiorów Henrika Ibsena w Teatrze Polskim w Bydgoszczy. Od połowy lat 70. związany z Teatrem Nowym w Poznaniu i Starym Teatrem im. Heleny Modrzejewskiej w Krakowie. Współpracował z Izabellą Cywińską (m.in. przy Łaźni Władimira Majakowskiego i Rewizorze Nikołaja Gogola). Był również wieloletnim współpracownikiem Jerzego Jarockiego, przygotowując scenografie do takich spektakli w Teatrze Starym jak Sen o Bezgrzesznej, Mord w katedrze, Życie jest snem, Portret, Grzebanie, Faust cz. I. Pracował też przy sztukach wystawianych przez Jerzego Jarockiego za granicą, w tym Balu Manekinów w Czelabińsku, Rewizorze w Wuppertalu i Portrecie w Bonn.

## Odznaczenia i wyróżnienia
Odznaczony Srebrnym (1997) i Złotym (2001) Krzyżem Zasługi oraz Krzyżem Oficerskim Orderu Odrodzenia Polski (2014), a także Srebrnym Medalem „Zasłużony Kulturze Gloria Artis” (2009). W 2010 wyróżniony Nagrodą Specjalną im. Konrada Swinarskiego, w 2013 otrzymał Grand Prix festiwalu Dwa Teatry za scenografię do Tanga.